# Scarperia e San Piero
Scarperia e San Piero är en kommun i storstadsregionen Florens, innan den 31 december 2014 provinsen Florens, i regionen Toscana i Italien. Kommunen hade 12 220 invånare (2018).
Kommunen Scarperia e San Piero bildades den 1 januari 2014 genom en sammanslagning av de tidigare kommunerna San Piero a Sieve och Scarperia.